# Centrale nucléaire de Civaux
La centrale nucléaire de Civaux est située sur la commune de Civaux (Vienne) au bord de la Vienne entre Confolens (55 km en amont) et Chauvigny (16 km en aval), à 34 km au sud-est de Poitiers.
En 2024, la centrale exploite deux réacteurs à eau pressurisée (REP) de 1 495 MWe chacun, et emploie environ mille trois cent personnes, salariés d'EDF et sous-traitants.
Elle comprend deux réacteurs du palier N4.

## Présentation

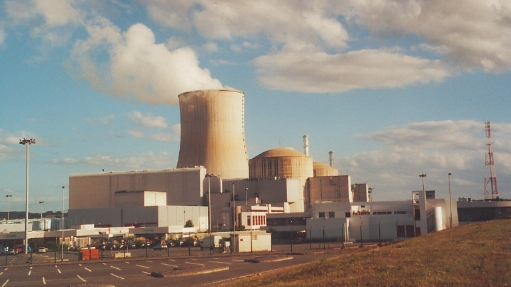
Centrale nucléaire de Civaux dans la Vienne. Sont visibles une cheminée de refroidissement et les sommets des deux réacteurs.

La centrale de Civaux se compose de deux réacteurs nucléaires de la filière REP, désignés comme « palier N4 », d'une puissance unitaire de 4 270 MWth, chacun délivrant 1 495 MWe sur le réseau. Elle utilise l'air ambiant et l'eau de la Vienne pour son refroidissement.

La centrale est équipée de deux tours aéroréfrigérantes d'une hauteur de 178 m qui utilisent l'eau de la Vienne pour contribuer au refroidissement des installations. Leur hauteur est déterminée pour optimiser les échanges de chaleur avec l'air ambiant, en fonction du débit de la Vienne et de la puissance des réacteurs.
Le système de refroidissement de la centrale de Civaux a été dimensionné dès sa conception pour pallier les éventuels faibles débits de la Vienne, notamment en été. Une source froide de sûreté spécifique avec d’importants réservoirs assure le refroidissement des systèmes de sûreté, par l’intermédiaire d’aéroréfrigérants. Cela permet une autonomie de minimum dix jours sans pompage dans la Vienne. Comparativement aux deux tours aéroréfrigérantes dont le tirage d'air s'effectue par convection naturelle de l'air ambiant, ces aéroréfrigérants spécifiques sont de petite taille, et sont aérés par des ventilateurs (redondants et électriquement secouru par des moteurs diesels).
La centrale de Civaux produit environ 20 millions de mégawattheures par an, soit l'équivalent de 50 % de la consommation d'électricité de la Nouvelle-Aquitaine.

## Caractéristiques des réacteurs
Les caractéristiques détaillées de chaque réacteur en service sont les suivantes :
| Nom du réacteur | Modèle      | Puissance       | Puissance   | Puissance   | Exploitant | Constructeur | Début construction | Raccordement au réseau | Mise en service commerciale | 1re visite décennale                 | 2e visite décennale               |
| Nom du réacteur | Modèle      | Thermique (MWt) | Brute (MWe) | Nette (MWe) | Exploitant | Constructeur | Début construction | Raccordement au réseau | Mise en service commerciale | 1re visite décennale                 | 2e visite décennale               |
| --------------- | ----------- | --------------- | ----------- | ----------- | ---------- | ------------ | ------------------ | ---------------------- | --------------------------- | ------------------------------------ | --------------------------------- |
| Civaux-1        | N4 REP 1450 | 4270            | 1561        | 1495        | EDF        | Framatome    | 15 octobre 1988    | 24 décembre 1997       | 29 janvier 2002             | 12 août 2011 au 3 décembre 2011      | 21 août 2021 au 1er février 2023  |
| Civaux-2        | N4 REP 1450 | 4270            | 1561        | 1495        | EDF        | Framatome    | 1er avril 1991     | 24 décembre 1999       | 23 avril 2002               | 17 février 2012 au 30 septembre 2012 | 19 novembre 2021 au 27 avril 2023 |

## Historique
- 1980 :  Décision d'implanter une centrale nucléaire à Civaux[6].
- 1981 :  Création de la Commission Locale d'Information (CLI).
- 1984 :  Signature du Décret d'Utilité Publique.
- 1985 :  Obtention du label « Grand chantier », label est décerné à toute construction déclarée d'utilité publique qui nécessite des mesures d'accompagnement et d'accueil.
- 1987 :  Obtention du permis de construire.
- 1988 :  Début de la coulée des bétons de la tranche 1.
- 1997 :  Premier couplage au réseau de la tranche 1.
- 1998 : de mai 1998 à mars 1999, arrêt de la tranche 1 pour réparation de fissures sur un coude de la tuyauterie du circuit de refroidissement à l'arrêt. Une réparation similaire est effectuée sur toutes les tranches du palier N4 (Chooz et Civaux).
- 1999 :  Premier couplage au réseau de la tranche 2.
- 2001 :  Premier arrêt pour rechargement et visite complète de la tranche 1.
- 2002 :  Premier arrêt pour rechargement et visite complète de la tranche 2.
- 2003 :  OSART (Operational Safety Assessment Review Team), mission d'évaluation de la sûreté en exploitation.
- 2004 :  Certification ISO 14001.
- 2005 :  Première évacuation de combustible usé vers la Hague.
- 2006 :  Entrée en tenue de travail standard en zone nucléaire.
- 2007 : Certification OHSAS 18001 (démarche d’amélioration continue de la santé et de la sécurité du personnel).
- 2009 : Accréditation NF EN ISO 17025 pour le laboratoire d'environnement.
- 2011 : Première visite décennale du réacteur no 1[7].
- 2012 : Première visite décennale du réacteur no 2[7]
- 2014 : Demande de renouvellement et d'extension de l'accréditation ISO 17025 dans le laboratoire d’environnement.
- 2021 : Arrêt du réacteur no 1 pour une visite décennale d'une durée de 140 jours[8]
- 2021 : Prolongation de l'arrêt du réacteur no 1 le 19 novembre 2021 après la détection de fissures sur le système d’injection de sécurité (RIS) du circuit primaire en acier inoxydable[9],[10],[11]. EDF se rend compte que ce problème est susceptible d'affecter d'autres centrales nucléaires et met une vingtaine de ses réacteurs en arrêt prolongé.
- 2022 : EDF procède à la découpe des portions de tuyauteries concernées et des expertises, réalisées en laboratoire, permettent de confirmer que les défauts constatés sur le réacteur de Civaux 1 sont liés à un mécanisme de dégradation appelé phénomène de corrosion sous contrainte. La tuyauterie est remplacée[12].
- 2023 : Remise en route du réacteur no 1 (janvier) et no 2 (avril) après remplacement de la tuyauterie corrodée[13].

En mars 2024, la centrale de Civaux est réquisitionnée par l'État, sur demande de l'armée, pour servir de redondance aux capacités du CEA en matière de production de tritium, un gaz rare utilisé dans les armes de dissuasion françaises.

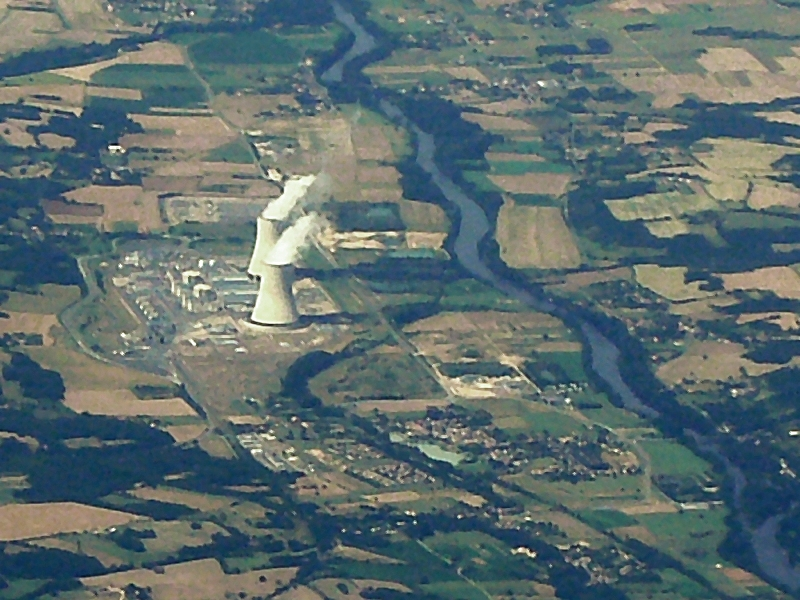
Vue aérienne

## Fonctionnement

### Réglementation de l'utilisation de l'eau
Comme tous les autres réacteurs nucléaires français, la centrale de Civaux est soumise à un arrêté précisant, entre autres, les seuils de prélèvements et de température de rejet maximum : la centrale ne doit pas échauffer la Vienne de plus de 2 °C entre l'amont et l'aval si la température d'amont est inférieure à 25 °C ; et ne pas échauffer la Vienne si sa température d'amont est supérieure à 25 °C. La Vienne présente un débit fortement variable, faible l'été, et pouvant générer des crues l'hiver. Le débit de la Vienne est soumis, comme tous les cours d'eau français, à un SAGE (Schéma d'Aménagement et de Gestion des Eaux) placé sous la responsabilité du préfet. Celui-ci impose un débit minimum de 13 m3/s en amont de la centrale (à Lussac-les-Châteaux), débit qui permet une utilisation de l'eau pour tous les utilisateurs : agriculteurs, rejets d'eaux usées, prélèvements d'eau potable, pêcheurs, etc. Lors des années de forte température ou sécheresse (canicule de 2003 - 2004 - sécheresse de 2011) grâce aux barrages situés en amont d'avril à octobre, la Vienne a conservé un débit supérieur de 13 m3/s.[réf. nécessaire]

### Risques liés au réchauffement climatique
Selon une étude publiée par la revue scientifique Nature, dans les années 2040, la production pourrait perdre en moyenne 6 % l’été par rapport à la période de référence (1971-2000). Cette perte moyenne de 6 % pourrait masquer des accidents plus prononcés. Et elle pourrait représenter une baisse de puissance, pour les deux réacteurs de Civaux, d’environ 300 mégawatts, soit la consommation de plusieurs dizaines de milliers de personnes.
L'étude mentionne aussi des risques pour la faune et la flore de la Vienne en raison du réchauffement de l'eau accentué par la production d'énergie de la centrale nucléaire.

## Incidents

### 1998: Fissures sur le circuit de refroidissement du réacteur à l'arrêt
Le 12 mai 1998, alors que l'unité était à l'arrêt, une fuite d'eau estimée à 30 m3/h s'est produite en raison d'une fissure sur un coude de la tuyauterie du circuit de refroidissement à l'arrêt du réacteur no 1. Après avoir isolé la voie accidentée, le refroidissement du réacteur à l'arrêt a été assuré par la seconde voie. Les procédures ont été appliquées et la fuite a été stoppée quelques heures plus tard. Les 230 m3 d'eau faiblement radioactive échappés ont été, selon le directeur de la sûreté nucléaire (DSIN), entièrement récupérés dans le puisard du réacteur.

Les expertises ont montré que les fissures étaient provoquées par un mauvais mélange des eaux chaudes et froides à l'intérieur du circuit. À l'époque de l'incident, un défaut de qualité des tubes avait aussi été évoqué.

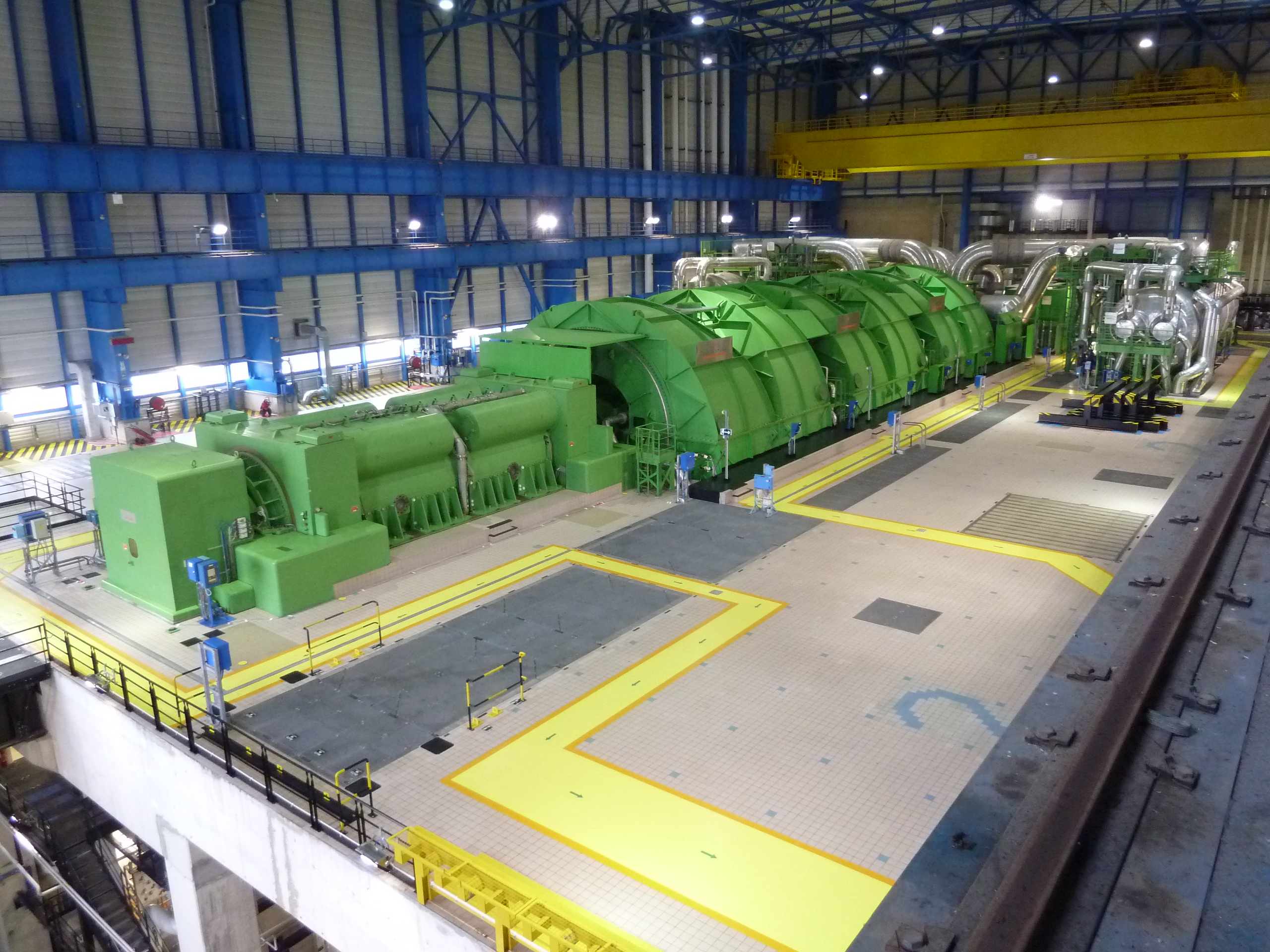
Salle des machines.

À la suite de cet incident, EDF a déchargé les quatre réacteurs du « palier N4 », c'est-à-dire le réacteur no 2 de Civaux et les deux réacteurs de la centrale nucléaire de Chooz, tous porteurs du même défaut. L'Autorité de sûreté nucléaire (ASN) autorisera ces réacteurs à redémarrer plus de dix mois après l'incident,. Cet incident a été classé au niveau 2 de l'échelle INES.

### 2001: Défaut d'étanchéité de l'enceinte de confinement
En juin 2001, à la suite du premier test de mise en pression, l'ASN publie un avis d'incident, classé au niveau 1 de l'échelle INES, à cause d'un « défaut d'étanchéité de l'enceinte ». Le béton des enceintes, autant interne qu'externe, s'avère être fissuré,.

### 2007: Dépassement d'activité à la cheminée
En 2007, lors du déchargement du combustible du réacteur no 1, un dépassement d’activité avait été constaté à la cheminée à cause du dégazage d'assemblages fuitards. Plusieurs crayons d'assemblage combustible identifiés comme fuitards subissent alors des investigations afin d’identifier l’origine de leurs défauts.[source insuffisante]

### 2012: Présence de tritium sous la centrale
Le 13 janvier 2012, l'analyse d'un prélèvement réalisé dans un puits de contrôle de la qualité des eaux souterraines avait révélé la présence élevée de tritium dans les eaux souterraines situées sous la centrale nucléaire de Civaux, à une concentration de 540 becquerels/litre (Bq/L) contre une valeur de 8 Bq/l attendue. L'ASN publie un rapport sur cet événement classé au niveau 1 de l'échelle INES.
Les investigations menées sur les installations ont montré que cette radioactivité, de l'ordre d'un vingtième de la limite autorisée par l'Organisation mondiale de la santé (OMS) pour l'eau potable, a pour origine un écoulement d'eau provenant des réservoirs d'effluents situés au-dessus du puits de contrôle.
L'eau de cette nappe souterraine, qui communique avec la Vienne, n'est utilisée ni pour l'eau potable ni pour les besoins agricoles.
Deux défaillances sont à l'origine de cet écoulement : un robinet défectueux et un bassin de rétention non étanche.
Des travaux ont été engagés rapidement, sur les réservoirs de stockage comme sur le dispositif de rétention qui se situe en dessous. Une réfection totale du revêtement a été réalisée.

### 2015/2018: Défaut de résistance au séisme de tableaux d’alimentation électrique
L'ASN signale en 2018, une fois les réparations effectuées, un défaut de résistance au séisme de tableaux d’alimentation électrique des réacteurs de Civaux 1 et 2 et de Chooz 1, défaut détecté par EDF dès 2015 et 2016. Cette anomalie est classée au niveau 1 de l'échelle INES pour les réacteurs de Civaux et au niveau zéro pour celui de Chooz,.

### 2021: Fissures sur le circuit d'injection de sécurité
En 2021, lors de la visite décennale du réacteur no 1 démarrée en août, EDF détecte des fissures de corrosion sous contrainte sur le système d’injection de sécurité (RIS) du circuit primaire. Le réacteur no 2 est mis à l'arrêt le 20 novembre pour effectuer des contrôles qui révèlent le même défaut,. Après réparations, la tranche 1 est reconnectée au réseau le 25 janvier 2023 et la tranche 2 le 3 avril 2023.

### 2022: Interruption de l’épreuve hydraulique du circuit primaire de l'unité de productionno1
Le 2 novembre 2022, l’épreuve décennale d’étanchéité du circuit primaire de l’unité de production no 1 a été interrompue à la suite d’une défaillance matérielle d’un dispositif temporaire installé spécifiquement pour ce test. Celle-ci avait entraîné la dépressurisation du circuit et un écoulement d’eau dans un local situé à l’intérieur du bâtiment réacteur. Cet événement n’a eu aucun impact sur la sûreté des installations, la cuve du réacteur ne contenant aucun élément de combustible, ni sur l’environnement, la collecte de l’eau faiblement radioactive ayant été effectuée dans les dispositifs prévus à cet effet. Un second test d’étanchéité a été réalisé avec succès le jeudi 17 novembre, en présence d’inspecteurs de l’ASN,.